# Bron-Y-Aur Stomp
«Bron-Y-Aur-Stomp» es una canción de la banda inglesa de hard rock Led Zeppelin, que aparece como la novena canción del álbum Led Zeppelin III, publicado en 1970. Asimismo, fue publicado como sencillo en Italia y Holanda.

## Composición
Jimmy Page y Robert Plant compusieron la canción en 1970 en Bron-Yr-Aur, una pequeña cabaña en Gales donde descansaban tras una extenuante gira por los Estados Unidos. John Paul Jones también aparece en los créditos del álbum como compositor. Fue grabada posteriormente en Headley Grange con un estudio móvil de los Rolling Stones, y terminada en los estudios Island de Londres y los Ardent de Memphis, Tennessee.
John Bonham toca las castañuelas y las cucharas en la grabación, mientras que Jones empleó un bajo eléctrico de cinco cuerdas sin trastes.
Aunque la canción es acústica, la banda también grabó una versión instrumental eléctrica, titulada «Jennings Farm Blues», que aparecería posteriormente en varios discos pirata del grupo. Jennings Farm es el nombre de la casa en la que se hospedó la familia de Plant a comienzos de 1970.

## Origen del nombre
La canción toma su nombre de Bron-Yr-Aur, una cabaña situada en Gwynedd (Gales), donde Led Zeppelin compuso la mayoría del material de Led Zeppelin III. Bron yr aur significa ‘colina de oro’ en galés en referencia a la colina en la que se sitúa la propiedad. La cabaña no poseía ni agua corriente ni electricidad, pero el escenario rural en el que se encuentra pudo haber sido parte importante en el viraje del sonido del disco hacia el folk. 
El título de la canción fue mal escrito en la tapa del álbum, ya que debería llamarse «Bron-Yr-Aur Stomp». No obstante, en el disco Physical Graffiti figura el tema instrumental «Bron-Yr-Aur», escrito correctamente. Cuando la canción apareció en el DVD Led Zeppelin en 2003 también fue escrita correctamente, así como en el disco en directo How the West Was Won.

## Letra
En «Bron-Y-Aur Stomp», Plant trata con nostalgia cómo caminaba por el bosque con su perro de ojos azules, Strider. Posteriormente, Plant declaró que nombró a su perro Strider por el personaje de Aragorn en El Señor de los Anillos, al que en la obra se le moteja como Strider (Trancos en la versión en español). Ésta no es la única referencia de la banda a la obra de J. R. R. Tolkien, ya que se refiere en uno u otro modo a El Señor de los Anillos en otras canciones como «The Battle of Evermore», «Ramble On» y «Misty Mountain Hop». Sin embargo, no hay referencias directas en «Bron-Y-Aur Stomp» a la literatura tolkieniana.

## Interpretaciones en directo
Este tema apareció regularmente en el set acústico de la banda entre 1971 y 1973. Cuando Led Zeppelin interpretaba la canción, Jones tocaba un contrabajo y Bonham cantaba las armonías vocales. En otras ocasiones fue mezclada con canciones como «Black Country Woman» o «Dancing Days».

## Personal
- Robert Plant (voz);
- Jimmy Page (guitarra);
- John Paul Jones (bajo); y
- John Bonham (percusión).